# ۱۰۱۰ (خورشیدی)
۱۰۱۰ هزار و دهمین سال هجری خورشیدی است.